# Constantin Dumitrescu
Constantin Dumitrescu (Bucarest, 14 marzo 1931) è un ex pugile rumeno.

## Palmarès

### Olimpiadi
- 1 medaglia:
  - 1 bronzo (Melbourne 1956 nei -63,5 kg)